# Het Heilig Nest

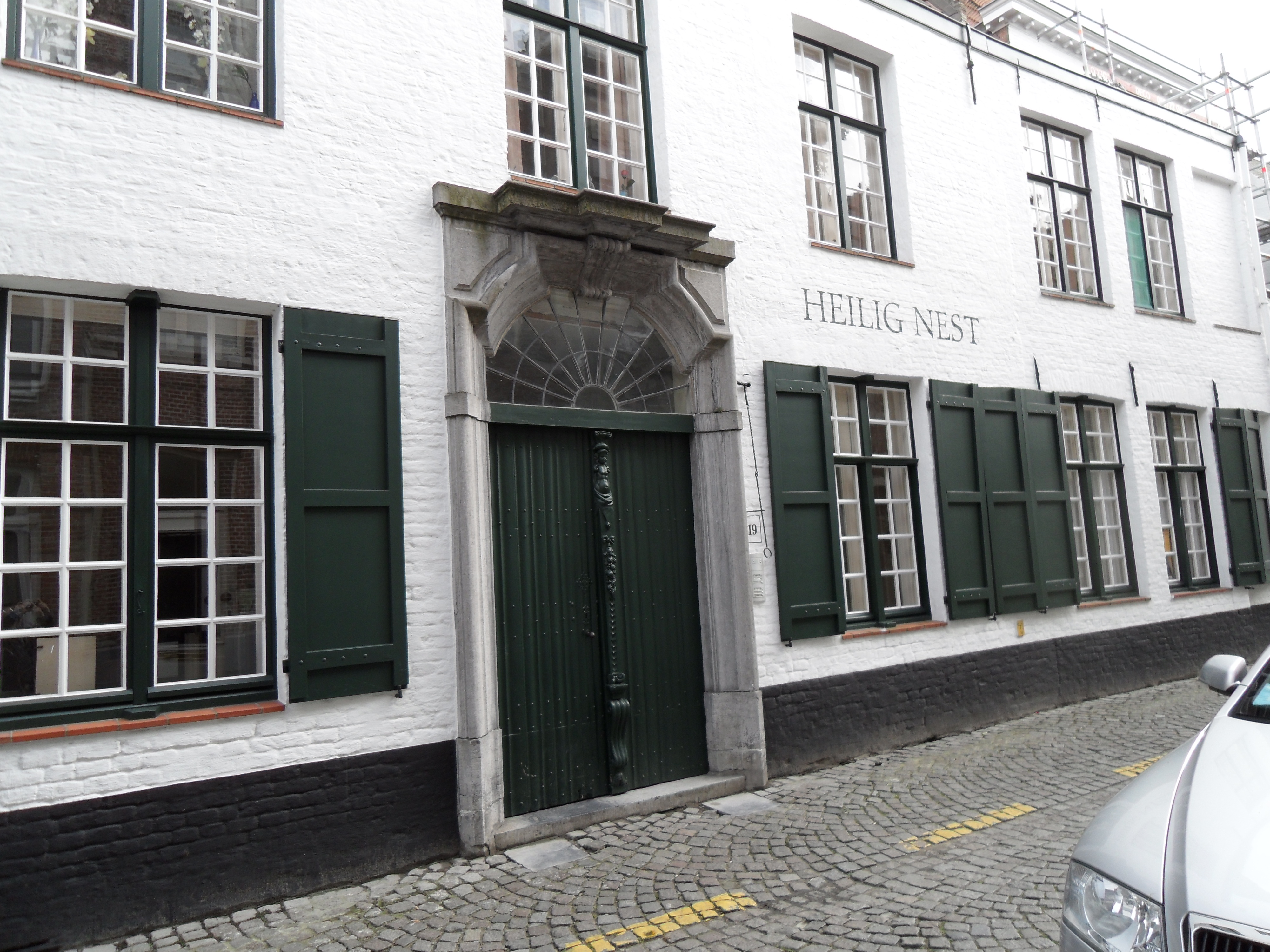
"Het Heilig Nest" in de Pottenmakersstraat

Het Heilig Nest is een huis in de stad Brugge.

## Geschiedenis
Dit huis uit de zeventiende eeuw, dat staat in de Pottenmakersstraat 19-21, werd in 1828 verbouwd. Het bestaat uit twee breedhuizen van respectievelijk vier en drie traveeën en twee bouwlagen onder samenstel van zadeldaken. Het kreeg in de twintigste eeuw een bestemming als godshuis. Het werd in 1985-1988 gerestaureerd en in 2000-2001 grondig gesaneerd.
Het huis is sinds 1998 beschermd als monument.